# Sint-Oedenrode

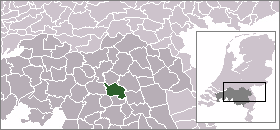
läge i Noord-Brabant

Sint-Oedenrode är en historisk kommun i provinsen Noord-Brabant i Nederländerna. Kommunens totala area är 64,95 km² (där 0,46 km² är vatten) och invånarantalet är 17 925 invånare (1 februari 2012).